# Portia de Rossi
Portia DeGeneres, professioneel bekend als Portia de Rossi (Geelong, 31 januari 1973) is een Australische actrice. Ze is het best bekend door de rollen Nelle Porter in Ally McBeal en Lindsay Bluth Fünke in Arrested Development.

## Leven en werk
Portia de Rossi groeide op in Geelong in Australië en deed al jong modellenwerk voor advertenties en reclamespotjes. Op haar vijftiende veranderde ze haar naam wettelijk van Amanda (Mandy) Lee Rogers in Portia de Rossi. Ze noemde zichzelf naar de Portia uit William Shakespeares De koopman van Venetië. De Rossi koos ze om de exotische Italiaanse uitstraling; Europa stond in haar beleving gelijk aan stijl, cultuur en raffinement. In een interview met The Advocate in september 2005 legde ze uit dat het veranderen van haar naam samenhing met het zoeken naar identiteit en de worsteling met haar homoseksuele oriëntatie.
Na de middelbare school studeerde ze rechten aan de Universiteit van Melbourne, maar verliet de opleiding in 1993 om zich op een acteercarrière te richten. Haar eerste grote rol kreeg ze op haar eenentwintigste in de film Sirens (1994) van John Duigan. Ze speelde daarin onder andere samen met Hugh Grant en Elle Macpherson. Vlak daarna verhuisde ze naar Los Angeles, leerde haar Australische accent af en had verschillende gastrollen in televisieseries, waaronder Veronica's Closet. Internationale bekendheid verkreeg ze door haar rollen in de horrorfilm Scream 2 (1997) van regisseur Wes Craven en in de televisieserie Ally McBeal (1998-2002). Van 2003 tot 2006 speelde ze Lindsay Bluth Fünke in de FOX-serie Arrested Development.
In de vroege jaren van haar carrière kwam ze niet uit de kast uit vrees dat dit haar kans op succes in Hollywood zou verkleinen. Ze was zelfs twee jaar getrouwd met documentairemaker Mel Metcalfe. Van 2000 tot 2004 had ze een verhouding met zangeres Francesca Gregorini, de stiefdochter van Beatles drummer Ringo Starr. Hoewel er geruchten waren over hun relatie liet Portia zich daar niet over uit en verschenen ze zelden samen in het openbaar. In december 2004 kwam ze officieel uit de kast toen ze een relatie kreeg met comédienne en presentatrice Ellen DeGeneres, die haar toenmalige partner Alexandra Hedison voor haar verliet.
Nadat op 15 mei 2008 door het Hooggerechtshof van Californië werd geoordeeld dat het verbod op het homohuwelijk in strijd is met de statelijke grondwet en daarom opgeheven moet worden, maakte Ellen DeGeneres in haar talkshow The Ellen DeGeneres Show hun verloving bekend. Op 16 augustus 2008 trouwden zij in besloten kring.

### Filmografie
Televisie
- 1995 - Too Something (gastrol)
- 1996 - Nick Freno: Licensed Teacher (gastrol)
- 1997 - Veronica's Closet (gastrol)
- 1998-2002 - Ally McBeal
- 2002 - The Twilight Zone (gastrol)
- 2003 - Mister Sterling (gastrol)
- 2003-2006 - Arrested Development
- 2007 - Nip/Tuck
- 2009-2010 - Better Off Ted
- 2012-2018 - Scandal

Film
- 1994 - Sirens
- 1995 - The Woman in the Moon
- 1997 - Scream 2
- 1998 - Astoria (televisiefilm)
- 1998 - Girl
- 1998 - Perfect Assassins (televisiefilm)
- 1999 - The Invisibles
- 1999 - American Intellectuals
- 1999 - Stigmata
- 2001 - Women in Film
- 2001 - Who Is Cletis Tout?
- 2002 - The Glow (televisiefilm)
- 2003 - Two Girls from Lemoore
- 2003 - America's Prince: The John F. Kennedy Jr. Story (televisiefilm)
- 2003 - I Witness
- 2003 - The Night We Called It a Day
- 2004 - Dead & Breakfast
- 2005 - Cursed
- 2008 - The Shift - Ambition to Meaning